# Miguel Castillo Andueza
Miguel Castillo Andueza (Rancagua, 1835-18 de octubre de 1905) fue un político y agricultor chileno. Hijo de Miguel Castillo Urízar y de Juana Andueza. Casado en primeras nupcias con Albina Baeza y en 1859 con Delfina Astaburuaga Squella. 
Explotó sus fundos de "Chumaco" en Requínoa y el fundo "Castillo" en la comuna de La Granja. Militante del Partido Liberal inicialmente, siguió a Benjamín Vicuña Mackenna tras la fundación del Partido Liberal Democrático.
Diputado por Curicó, Santa Cruz y Vichuquén (1864-1867), integrante de la comisión permanente de Gobierno y Relaciones Exteriores. Diputado suplente por Parral (1879-1882), sin embargo no ocupó nunca la titularidad.
Senador por Chiloé (1885-1891), integró la comisión permanente de Hacienda e Industria.